# Platylabus dubitator
Platylabus dubitator är en stekelart som beskrevs av Heinrich Habermehl 1917. 
Platylabus dubitator ingår i släktet Platylabus och familjen brokparasitsteklar. Inga underarter finns listade i Catalogue of Life.